# Намжилов, Чимит-Рэгзэн Намжилович
Чими́т-Рэгзэ́н Намжи́лович Намжи́лов (бур.  Намжалай Шэмэд-Рэгзэн; 1926—1990) — советский бурятский поэт, народный поэт Бурятии, Заслуженный работник культуры Бурятии, Заслуженный работник культуры РСФСР (1986).

## Биография
Чимит-Рэгзэн Намжилов родился 10 июня 1926 году в местности Жэбхэсэн Административной территории с.Узон Дульдургинского района Агинского Бурятского автономного округа Бурят-Монгольской АССР.
Закончил Бурятский педагогический институт им. Доржи Банзарова. В 1949 году начал работать литературным сотрудником газеты «Бурят Унэн».
Работал редактором журнала «Байкал», заместителем председателя Гостелерадио Бурятской АССР.
Занимался журналистикой, был заведующим отделением ТАСС в Монголии. В годы пребывания в Монголии Намжилов переводит на бурятский язык произведения монгольских авторов, редактирует для Бурятского книжного издательства их книги. Все это, как и сборник «В стране Сухэ-Батора», — вклад поэта в развитие культурных связей двух народов, страничка в летописи их дружбы.
Вернувшись в Бурятию работал ответственным секретарём Союза писателей Бурятии.
Член Союза писателей СССР с 1959 года.

## Творчество
Намжилов написал более 20 поэтических сборников, изданных в Улан-Удэ и Москве. Первый сборник «Сэлмэг үдэр» (Ясный день) вышел в свет в 1952 году в Улан-Удэ.
Литературное наследие поэта составляют многочисленные поэтичекие сборники — «Талын булаг» (Родник в степи) (1956), «Ташкентын дэбтэр» (Ташкентская тетрадь) (1960), «Эхын зүрхэн» (Сердце матери) (1964), «Хилээмэнэй сэн» (Цена хлеба) (1966), «Түүбэри зохёолнууд» (Избранное) (1973), «Сүхэ-Баатарай орондо» (В стране Сухэ-Батора) (1975), «Арбан табанай һара» (Полнолуние) (1980), «Жэлэй дүрбэн саг» (Четыре времени года) (1986), «Алтан үлгы» (Золотая колыбель) (2000) и др.
В русском переводе вышли в свет сборники «Сердце матери» (1968), «Стихи» (1973), «Родник в степи» (1978), «Цена хлеба» (1982), «Речка моя Жэбхэсэн» (1989), «Удивительный наездник» (М.,1967), «Счастливое путешествие» (М.,1980).
В Улан-Баторе в переводе известных монгольских поэтов на монгольском языке изданы «Стихи» (1961), «Сердце матери» (1968), «Смешная пестрая книжка» (1970).
Намжилов писал стихи и для детей. Для детей им опубликованы сборники «Энеэдэтэй эреэхэн дэбтэр» (Весёлая книжка) (1963), «Сэсэгтэ хамбы» (Караван цветов) (1965), «Удивительный наездник» (М., 1967), «Хүлэг хээр» (Аргамак) (1988).
Писал слова для песен бурятских композиторов. Занимался Намжилов переводом на бурятский язык стихов русских, советских и монгольских поэтов. В его переводе в Улан-Удэ изданы «Детям» В. Маяковского, «Сухэ-Батор» Ц. Гайтава, антология монгольской поэзии «Алтан соёмбо», «Избранное» Д. Нацагдоржа, «Сокровенное сказание монголов» (1990).

## Награды и звания
- Медаль «За трудовое отличие» (24.12.1959)
- Заслуженный работник культуры РСФСР (01.10.1986)
- Заслуженный работник культуры Бурятии

### На бурятском языке
- Ясный день. Стихи. Улан-Удэ, 1952.
- Родник в степи. Стихи. Улан-Удэ, 1956.
- Золотая колыбель. Стихи. Улан-Удэ, 1958.
- Ташкентская тетрадь. Стихи. Улан-Удэ, 1960.
- Смешная пестрая книжка. Стихи. Улан-Удэ, 1963.
- Сердце матери. Поэма. Улан-Удэ, 1964.
- Караван цветов. Стихи для детей. Улан-Удэ, 1965.
- Цена хлеба. Поэма. Улан-Удэ, 1966.
- Избранное. Стихи, поэма. Улан-Удэ, 1973.
- В стране Сухэ-Батора. Стихи, поэма. Улан-Удэ, 1975.
- Полнолуние. Стихи Улан-Удэ, 1980.

### На русском языке
- Удивительный наездник. Стихи. М.: Детская литература, 1967.
- Сердце матери. Поэма. Улан-Удэ, 1968.
- Стихи (В кассете «Слово о земле бурятской»). Улан-Удэ,
- Родник в степи. Стихи и поэмы. Улан-Удэ, 1978.
- Счастливое путешествие. Стихи и поэма. М.: Советский писатель, 1980[2].